# Stubby Kaye
Stubby Kaye, pseudonimo di Bernard Solomon Kotzin (New York, 11 novembre 1918 – Rancho Mirage, 14 dicembre 1997), è stato un attore e comico statunitense.

## Biografia
Figlio di immigrati russi e austro-ungarici, il padre, David Kotzin, era venditore di abbigliamento, e la madre era Harriet "Hattie" Freundlish.
È conosciuto soprattutto per il ruolo di Marvin Acme nel film Chi ha incastrato Roger Rabbit (1988).

## Filmografia parziale

### Cinema
- Bulli e pupe (Guys and Dolls), regia di Joseph L. Mankiewicz (1955)
- Autostop, regia di Dick Powell (1956)
- Il villaggio più pazzo del mondo (Li'l Abner), regia di Melvin Frank (1959)
- 20 chili di guai!... e una tonnellata di gioia (40 Pounds of Trouble), regia di Norman Jewison (1962)
- Donne, v'insegno come si seduce un uomo (Sex and the Single Girl), regia di Richard Quine (1964)
- Cat Ballou, regia di Elliot Silverstein (1965)
- La via del West (The Way West), regia di Andrew V. McLaglen (1967)
- Sweet Charity - Una ragazza che voleva essere amata (Sweet Charity), regia di Bob Fosse (1969)
- Chi ha incastrato Roger Rabbit (Who Framed Roger Rabbit), regia di Robert Zemeckis (1988)

### Televisione
- L'ora di Hitchcock (The Alfred Hitchcock Hour) – serie TV, episodio 2x10 (1963)
- La legge di Burke (Burke's Law) – serie TV, episodio 1x12 (1963)

## Doppiatori italiani
- Vinicio Sofia in Bulli e pupe, Il villaggio più pazzo del mondo, 20 chili di guai!... e una tonnellata di gioia, Cat Ballou (parte parlata)
- Franco Bolignari in Cat Ballou (parte cantata)
- Corrado Gaipa in La via del West
- Gianfranco Bellini in Chi ha incastrato Roger Rabbit